# جون هيجارتي
جون هيجارتي (بالإنجليزية: John Hegarty)‏ هو سياسي أسترالي، ولد في 16 سبتمبر 1947 في كوفنتري في المملكة المتحدة. حزبياً، نشط في الحزب الوطني الأسترالي في كوينزلاند ‏. وقد انتخب عضو المجلس التشريعي ولاية كوينزلاند.